# Carlsberg Sverige
Carlsberg Sverige AB is een Zweedse brouwerij te Falkenberg die eigendom is van de Carlsberg-groep.

## Geschiedenis
Carlsberg Sverige is ontstaan in 2000 door het samenvoegen van Falcon Bryggerier, dat in 1996 gekocht werd door Carlsberg, en het gefusioneerde Pripps-Ringnes. In Zweden vormden Pripps en Falcon samen het nieuwe bedrijf. Carlsberg Sverige werd wel verplicht een aantal merken af te staan om geen te grote dominantie op de Zweedese markt te verkrijgen. De merken Three Towns, Arboga, Humlan en Svea Viking gingen over naar Galatea Spirits die onder de naam Three Towns Independent Breweries de bieren op de markt brengen. Carlsberg Sverige heeft het grootste marktaandeel in Zweden, met 33,8% bierverkoop in de Systembolaget verkooppunten en 24,7% ciderverkoop (cijfers 2004).

## Zweedse bieren
- Falcon
- Pripps Blå
- BlåGul
- Bellman
- Carnegie Porter
- TILL
- The Lawn Mower
- Millennium
- Eriksberg

Er worden ook een aantal buitenlandse bieren gedistribueerd in Zweden door Carlsberg Sverige. Verder produceren en distribueren ze verscheidene ciders en mineraalwaters.